# Dunsmuir
Dunsmuir és una població dels Estats Units a l'estat de Califòrnia. Segons el cens del 2009 tenia 1.796 habitants.

## Demografia
Segons el cens del 2000, Dunsmuir tenia 1.923 habitants, 867 habitatges, i 491 famílies. La densitat de població era de 410,2 habitants/km².
Dels 867 habitatges en un 23,6% hi vivien nens de menys de 18 anys, en un 43,1% hi vivien parelles casades, en un 10,3% dones solteres, i en un 43,3% no eren unitats familiars. En el 35,4% dels habitatges hi vivien persones soles el 16,4% de les quals corresponia a persones de 65 anys o més que vivien soles. El nombre mitjà de persones vivint en cada habitatge era de 2,22 i el nombre mitjà de persones que vivien en cada família era de 2,84.
Per edats la població es repartia de la següent manera: un 22,4% tenia menys de 18 anys, un 6,8% entre 18 i 24, un 23,2% entre 25 i 44, un 28,8% de 45 a 60 i un 18,8% 65 anys o més.
L'edat mediana era de 44 anys. Per cada 100 dones de 18 o més anys hi havia 98,3 homes.
La renda mediana per habitatge era de 23.191 $ i la renda mediana per família de 27.420 $. Els homes tenien una renda mediana de 27.393 $ mentre que les dones 19.148 $. La renda per capita de la població era de 15.982 $. Entorn del 13,4% de les famílies i el 19,3% de la població estaven per davall del llindar de pobresa.

## Poblacions més properes
El següent diagrama mostra les poblacions més properes.